# Пасечник, Елена Васильевна
Елена Васильевна Пасечник (бел. Алена Васілеўна Пасечнік; род. 17 апреля 1995) — белорусская легкоатлетка, специалистка по толканию ядра. Выступает за сборную Белоруссии по лёгкой атлетике с 2014 года, обладательница серебряной и бронзовой медалей Кубка Европы в молодёжной категории, призёрка первенств национального значения, участница чемпионата мира в Дохе.

## Биография
Елена Пасечник родилась 17 апреля 1995 года. Проходила подготовку в Специализированной детско-юношеской школе олимпийского резерва в городе Лида Гродненской области.
Впервые заявила о себе в лёгкой атлетике на международном уровне в сезоне 2014 года, когда вошла в состав белорусской национальной сборной и выступила на юниорском мировом первенстве в Юджине, где толкнула ядро на 14,48 метра и в финал не вышла.
В 2016 году выиграла бронзовую медаль в молодёжной категории на Кубке Европы по метаниям в Араде (15,88).
В 2017 году стала серебряной призёркой в молодёжной категории на Кубке Европы по метаниям в Лас-Пальмасе (16,33), заняла шестое место на молодёжном европейском первенстве в Быдгоще (16,56).
Будучи студенткой, в 2019 году представляла Белоруссию на Универсиаде в Неаполе, где с результатом 17,52 метра стала четвёртой. Благодаря череде удачных выступлений удостоилась права защищать честь страны на чемпионате мира в Дохе — в программе толкания ядра показала результат 17,55 метра, которого оказалось недостаточно для преодоления предварительного квалификационного этапа.
В июле 2020 года на соревнованиях в Бресте установила свой личный рекорд в толкании ядра — 18,28 метра.